# دوجلاس أدير
دوجلاس أدير (بالإنجليزية: Douglass Adair)‏ هو مؤرخ أمريكي، ولد في 5 مارس 1912، وتوفي في 2 مايو 1968.